# Begonia auritistipula
Espèce
Begonia auritistipula est une espèce de plantes de la famille des Begoniaceae. Elle a été décrite en 2007 par Yan Liu et Ching I Peng. 

## Répartition géographique
Cette espèce est originaire du pays suivant : Chine.